# محمود علي حسن
محمود علي حسن (25 يناير 1972 -) هو قارئ قرآن مصري، يعد أحد قراء القرآن الكريم في الإذاعة المصرية والتلفزيون.

## نشأته
ولد في 25 يناير 1972 بقرية بهنباي مركز الزقازيق بمحافظة الشرقية، بدأ حفظ القرآن وهو في سن 4 سنوات علي يد فضيلة الشيخ أحمد أبو مهدي الذي كان محفظاً للشيخ عطية صقر رئيس لجنة الإفتاء في الأزهر الأسبق، وحين وصل سن السابعة توفي الشيخ أبو مهدي وبدأت رحلة جديدة من الحفظ علي يد فضيلة الشيخ السيد عبد الهادي ثم علي يد والده واستطاع ختم القرآن في سن 9 سنوات، ثم ألتحق بالتعليم بالأزهر الشريف بمعهد الزقازيق الديني ونجح في تعلم علم القراءات السبع والعشر بمعهد قراءات الزقازيق وتخرج في هذا المعهد بتفوق حيث حصل علي المركز الثاني علي مستوي الجمهورية، ثم استطاع الحصول علي بكالوريوس تجارة جامعة الأزهر بالقاهرة بتقدير جيد جدا عام 1994 م.

## زياراته العالمية
سافر الي العديد من بلدان العالم مثل إيران و الهند و باكستان و بريطانيا و جنوب أفريقيا و ألمانيا و الولايات المتحدة الأمريكية.